# Burg Entenstein
Die Burg Entenstein, auch Burg Endenstein oder Alte Burg genannt, ist eine abgegangene Wallanlage  auf einem Plateau, 334 Meter über Normalnull am Ortsrand der Stadt Rodalben im Landkreis Südwestpfalz in Rheinland-Pfalz. 

## Beschreibung
Die Anlage der Höhenburg bestand aus drei äußeren Schutzwällen und zwei Gräben, die heute stellenweise noch bis zu zwei Meter tief sind. Im inneren Wall befand sich wahrscheinlich ein Palisadenzaun.
An der Burgruine führt der Rodalber Felsenwanderweg vorbei und einige hundert Meter weiter nördlich befindet sich der Wohnplatz Am Entenstein.